# Øster Lindet Sogn
Øster Lindet Sogn ist eine Kirchspielsgemeinde (dän.: Sogn)  im südlichen Dänemark. Bis 1970 gehörte sie zur Harde Frøs Herred im damaligen Haderslev Amt, danach zur Rødding Kommune im  Sønderjyllands Amt, die im Zuge der Kommunalreform zum 1. Januar 2007 in der neu gegründeten Vejen Kommune in der Region Syddanmark aufgegangen ist.
Am 1. Januar 2023 lebten im Kirchspiel 757 Einwohner, davon 408 im Kirchdorf Øster Lindet. Im Kirchspiel liegt die Kirche „Øster Lindet Kirke“.
Nachbargemeinden sind im Nordwesten Rødding, im Nordosten Jels, sowie auf dem Gebiet der Haderslev Kommune die Kirchspiele Oksenvad im Osten, Nustrup im Süden und Gram im Westen.